# Plavkovo
Plavkovo (en serbe cyrillique : Плавково) est un village de Serbie situé dans la municipalité de Raška, district de Raška. Au recensement de 2011, il comptait 73 habitants.

## Démographie
| 1948 | 1953 | 1961 | 1971 | 1981 | 1991 | 2002 | 2011 |
| ---- | ---- | ---- | ---- | ---- | ---- | ---- | ---- |
| 384  | 218  | 238  | 212  | 191  | 131  | 99   | 73   |

|  |